# Östtyskland i olympiska sommarspelen 1988
Östtyskland deltog i de olympiska sommarspelen 1988 med en trupp bestående av 259 deltagare, och totalt tog landet 103 medaljer.

## Boxning
Bantamvikt
- René Breitbarth
  1. Första omgången — Besegrade Magare Tshekiso (BTS), 5:0
  2. Andra omgången — Besegrade Vedat Tutuk (TUR), 5:0
  3. Tredje omgången — Förlorade mot Jorge Julio Rocha (COL), 1:4

## Cykling
Herrarnas linjelopp
- Olaf Ludwig — 4:32:22 (→ Guld)

Damernas linjelopp
- Angela Ranft — 2:00:52 (→ 25:e plats)
- Petra Rossner — DNF (→ ingen placering)

## Friidrott
Herrarnas 5 000 meter
- Hansjörg Kunze
  1. Heat — 13:44,34
  2. Semifinal — 13:23,04
  3. Final — 13:15,73 (→  Brons)

Herrarnas 10 000 meter
- Hansjörg Kunze
  1. Heat — 28:22,09
  2. Final — 27:39,35 (→ 6:e plats)

Herrarnas maraton
- Jörg Peter
  - Final — startade inte (→ ingen notering)

Herrarnas 4 x 400 meter stafett
- Jens Carlowitz, Michael Schimmer, Mathias Schersing och Thomas Schönlebe
  - Heat — 3:08,13
- Jens Carlowitz, Frank Möller, Mathias Schersing och Thomas Schönlebe
  - Semifinal — 3:00,60
- Jens Carlowitz, Mathias Schersing, Frank Möller och Thomas Schönlebe
  - Final — 3:01,13 (→ 4:e plats)

Herrarnas 3 000 meter hinder
- Hagen Melzer
  1. Heat — 8:36,45
  2. Semifinal — 8:16,27
  3. Final — 8:19,82 (→ 10:e plats)

Herrarnas spjutkastning
- Gerald Weiss
  - Kval — 79,16m
  - Final — 81,30m (→ 6:e plats)

- Silvio Warsönke
  - Kval — 78,22m (→ gick inte vidare)

- Detlef Michel
  - Kval — 77,70m (→ gick inte vidare)

Herrarnas diskuskastning
- Jürgen Schult
  - Kval – 64,70m
  - Final – 68,82m (→  Guld)

Herrarnas kulstötning
- Ulf Timmermann
  - Kval – 21,27m
  - Final – 22,47m (→  Guld)

- Udo Beyer
  - Kval – 20,97m
  - Final – 21,40m (→ 4:e plats)

Herrarnas släggkastning
- Ralf Haber
  - Kval — 78,16m
  - Final — 80,44m (→ 4:e plats)

- Günther Rodehau
  - Kval — 78,12m
  - Final — 72,36m (→ 12:e plats)

Herrarnas tiokamp
- Christian Schenk — 8488 poäng (→  Guld)) 
  1. 100 meter — 11,25s
  2. Längd — 7,43m
  3. Kula — 15,48m
  4. Höjd — 2,27m
  5. 400 meter — 48,90s
  6. 110m häck — 15,13s
  7. Diskus — 49,28m
  8. Stav — 4,70m
  9. Spjut — 61,32m
  10. 1 500 meter — 4:28,95s

- Torsten Voss — 8399 poäng (→  Silver)) 
  1. 100 meter — 10,87s
  2. Längd — 7,45m
  3. Kula — 14,97m
  4. Höjd — 1,97m
  5. 400 meter — 47,71s
  6. 110m häck — 14,46s
  7. Diskus — 44,36m
  8. Stav — 5,10m
  9. Spjut — 61,76m
  10. 1 500 meter — 4:33,02s

- Uwe Freimuth — 7860 poäng (→ 18:e plats) 
  1. 100 meter — 11,57s
  2. Längd — 7,00m
  3. Kula — 15,60m
  4. Höjd — 1,94m
  5. 400 meter — 49,84s
  6. 110m häck — 15,04s
  7. Diskus — 46,66m
  8. Stav — 4,90m
  9. Spjut — 60,20m
  10. 1 500 meter — 4:46,04s

Herrarnas 20 kilometer gång
- Ronald Weigel
  - Final — 1:20:00 (→  Silver)

- Axel Noack
  - Final — 1:21:14 (→ 8:e plats)

Herrarnas 50 kilometer gång
- Ronald Weigel
  - Final — 3'38:56 (→  Silver

- Hartwig Gauder
  - Final — 3'39:45 (→  Brons

- Dietmar Meisch
  - Final — 3'46:31 (→ 9:e plats)

Damernas 4 x 100 meter stafett
- Silke Möller, Kerstin Behrendt, Ingrid Lange och Marlies Göhr
  - Heat — 42,92
  - Semifinal — 42,23
  - Final — 42,09 (→  Silver)

Damernas 4 x 400 meter stafett
- Grit Breuer, Dagmar Neubauer-Rübsam, Kirsten Emmelmann och Petra Müller
  - Heat — 3:27,37
- Dagmar Neubauer-Rübsam, Kirsten Emmelmann, Sabine Busch och Petra Müller
  - Final — 3:18,29 (→  Brons)

Women's Marathon
- Katrin Dörre – 2"26:21 (→  Brons)
- Birgit Stephan – fullföljde inte (→ ingen notering)

Damernas diskuskastning
- Martina Hellmann
  - Kval – 67,12m
  - Final – 72,30m (→  Guld)

- Diana Gansky
  - Kval – 65,40m
  - Final – 71,88m (→  Silver)

- Gabriele Reinsch
  - Kval – 66,88m
  - Final – 67,26m (→ 7:e plats)

Damernas spjutkastning
- Petra Felke
  - Kval – 67,06m
  - Final – 74,68m (→  Guld)

- Beate Koch
  - Kval – 66,86m
  - Final – 67,30m (→  Brons)

- Silke Renk
  - Kval – 63,64m
  - Final – 66,38m (→ 5:e plats)

Damernas kulstötning
- Kathrin Neimke
  - Kval – 20,18m
  - Final – 21,07m (→  Silver)

- Ines Müller
  - Kval – 19,79m
  - Final – 20,37m (→ 4:e plats)

- Heike Hartwig
  - Kval – 20,06m
  - Final – 20,20m (→ 6:e plats)

Damernas sjukamp
- Sabine John
  - Resultat — 6897 poäng (→  Silver)

- Anke Behmer
  - Resultat — 6858 poäng (→  Brons)

- Ines Schulz
  - Resultat — 6411 poäng (→ 6:e plats)

## Fäktning
Herrarnas florett
- Udo Wagner (→ Silver)
- Jens Howe
- Aris Enkelmann

Herrarnas florett, lag
- Aris Enkelmann, Adrian Germanus, Jens Gusek, Jens Howe, Udo Wagner

Herrarnas värja
- Torsten Kühnemund
- Uwe Proske

## Handboll
Herrar
Gruppspel
|                 | PLD: | W: | D: | L: | F:  | A:  | Pts. |
| Sydkorea        | 5    | 4  | 0  | 1  | 127 | 117 | 8    |
| Ungern          | 5    | 3  | 0  | 2  | 102 | 93  | 6    |
| Tjeckoslovakien | 5    | 3  | 0  | 2  | 109 | 103 | 6    |
| Östtyskland     | 5    | 3  | 0  | 2  | 109 | 100 | 6    |
| Spanien         | 5    | 2  | 0  | 3  | 101 | 106 | 4    |
| Japan           | 5    | 0  | 0  | 5  | 97  | 126 | 0    |